# 單胺再攝取抑制劑
單胺再攝取抑製劑（Monoamine reuptake inhibitor,MRI）[1]是一種藥物，它通過阻斷一種或多種各自的單胺轉運體（MATs）的作用，充當三種主要單胺神經遞質—血清素、去甲腎上腺素和多巴胺中一種或多種的再攝取抑制劑，包括5-羥色胺轉運體（SERT）、去甲腎上腺素轉運體（NET）和多巴胺轉運體（DAT）。這進而導致這些神經遞質中一種或多種神經遞質的突觸濃度增加，因此單胺能神經傳遞增加。